# Le avventure di Robin Hood (romanzo)
Le avventure di Robin Hood (The Merry Adventures of Robin Hood), è un romanzo del 1883 dello scrittore e illustratore americano Howard Pyle, basato sul leggendario personaggio di Robin Hood.
Pyle riassunse e riadattò in questo volume diverse gesta di Robin Hood utilizzando un lessico adatto ai bambini, creando una delle versioni più celebri del personaggio, che servirà in seguito da ispirazione per la maggior parte delle successive trasposizioni letterarie e cinematografiche.

## Trama
Il romanzo segue le vicende di Robin Hood dal suo diventare un fuorilegge in seguito ad uno scontro con dei guardiaboschi. Ogni capitolo narra una diversa avventura di Robin mentre recluta un nuovo membro della sua banda. Vengono raccontati episodi famosi, come la rissa tra Robin e Little John con il bastone, o la traversata del fiume di Fra Tuck trasportando Robin in spalle. La storia termina con il perdono di Robin e i suoi compagni da parte di Re Riccardo e la loro entrata nel seguito reale, con grande sgomento dello sceriffo di Nottingham.